# Jeralean Talley
Jeralean Talley (* 23. Mai 1899 in Montrose, Georgia als Jeralean Kurtz; † 17. Juni 2015 in Inkster, Michigan) war eine US-amerikanische Supercentenarian und vom 6. April bis zum 17. Juni 2015 der älteste lebende Mensch der Welt.

## Biografie
Talley war afroamerikanischer Herkunft und wurde 1899 als Tochter von Samuel und Amelia Kurtz geboren. Ihre Kindheit verbrachte sie mit ihren elf Geschwistern auf einer Farm, wo sie Baumwolle, Erdnüsse und Süßkartoffeln erntete. 1935 zog sie nach Inkster im Bundesstaat Michigan, wo sie den Rest ihres Lebens verbrachte. 1936 heiratete sie Alfred Talley (* 30. Januar 1893), mit dem sie 1937 eine Tochter bekam, Thelma Holloway. Mit ihm war Talley 52 Jahre verheiratet, bis Alfred am 17. Oktober 1988 95-jährig starb.
Ein Auto fuhr Talley in ihrem Leben nur ein einziges Mal, danach wollte sie es nie wieder versuchen. Mit 99 Jahren musste sie zum ersten Mal (abgesehen von ihrer Schwangerschaft) über Nacht in einem Krankenhaus bleiben, wegen erhöhten Blutdrucks. Sie blieb jedoch auch im hohen Alter sehr aktiv, nach Angaben ihrer Tochter nähte sie Kleider, stellte Steppdecken her und spielte an Spielautomaten in Kasinos. Bis ins Alter von 104 spielte sie Bowling, dann wurden ihre Beine zu schwach. Sie fuhr jedoch weiterhin jährlich mit ihrem Patenkind Tyler und seinem Vater Michael Kinloch auf Angelausflüge; noch mit 114 Jahren fing sie im Mai 2013 sieben Welse. Ende 2008 zog ihre Tochter zu ihr.
Jeralean Talley war Teil der New Jerusalem Missionary Baptist Church, einer Baptistengemeinde, in der sie jede Woche den Gottesdienst besuchte und dessen Mitglieder sie als „Mutter Talley“ bezeichneten. Sie lebte nach der Goldenen Regel, nach der man andere so behandeln soll, wie man selbst behandelt werden will. In ihrer Gemeinde war sie bekannt für ihre Weisheit und ihren Witz und sie wurde manchmal um Rat gefragt: „Ich hatte nicht viel Bildung, aber das bisschen Verstand, das ich habe, versuche ich zu benutzen.“ An ihrem 114. Geburtstag wurde die Auffahrt der Kirche nach ihr benannt.
Am gleichen Tag erhielt sie einen Brief vom US-Präsidenten Barack Obama, der schrieb, dass sie „Teil einer außergewöhnlichen Generation“ sei. An ihrem 116. Geburtstag zwei Jahre später erhielt sie einen weiteren Brief von ihm, in dem er ihr sagte, dass „die Breite ihrer Erfahrung und die Tiefe ihrer Weisheit den langen Weg widerspiegeln, den unser Land seit 1899 gegangen ist“. In beiden Briefen erkannte Obama ihren Status als älteste lebende Amerikanerin an. Mit 116 Jahren konnte sie noch mit einem Stock gehen, auch wenn sie es selten tat, war aber sehr langsam und hatte Hörschwierigkeiten.
Talley starb am 17. Juni 2015 im Alter von 116 Jahren und 25 Tagen nach einer Woche im Krankenhaus wegen Lungenflüssigkeit. Sie wollte vor ihrem Tod nicht leiden und starb im Schlaf in ihrem Zuhause in Inkster. Für ihr außergewöhnlich hohes Alter machte sie Gott verantwortlich und sagte: „Es gibt nichts, was ich tun kann, um das zu beeinflussen.“ Neben ihrer Tochter hinterließ sie drei Enkel, zehn Urenkel und vier Ururenkel.

## Altersrekorde
Seit dem 21. März 2013 wurde Jeralean Talley für die älteste lebende Amerikanerin gehalten, bis Gertrude Weaver im Juli 2014 beweisen konnte, dass sie älter war. Seit dem 12. Juni 2013 gehörte sie zu den drei ältesten lebenden Menschen, ab dem 1. April 2015 war sie der zweitälteste. Nach dem Tod von Weaver am 6. April 2015 wurde Talley die älteste lebende Person sowohl der USA als auch der Welt. Bei ihrem Tod lag sie auf Platz 5 der ältesten US-Amerikaner und auf Platz 11 der ältesten Menschen aller Zeiten. Seit Mai 2023 belegt sie Platz 28. Mit Susannah Mushatt Jones und Emma Morano gehörte Talley zu den drei letzten lebenden Personen, die vor 1900 geboren worden waren. Nach ihrem Tod wurde ihre Landsfrau gleicher Ethnie Mushatt Jones die älteste lebende Person der Welt.